# Frontinus-Gesellschaft

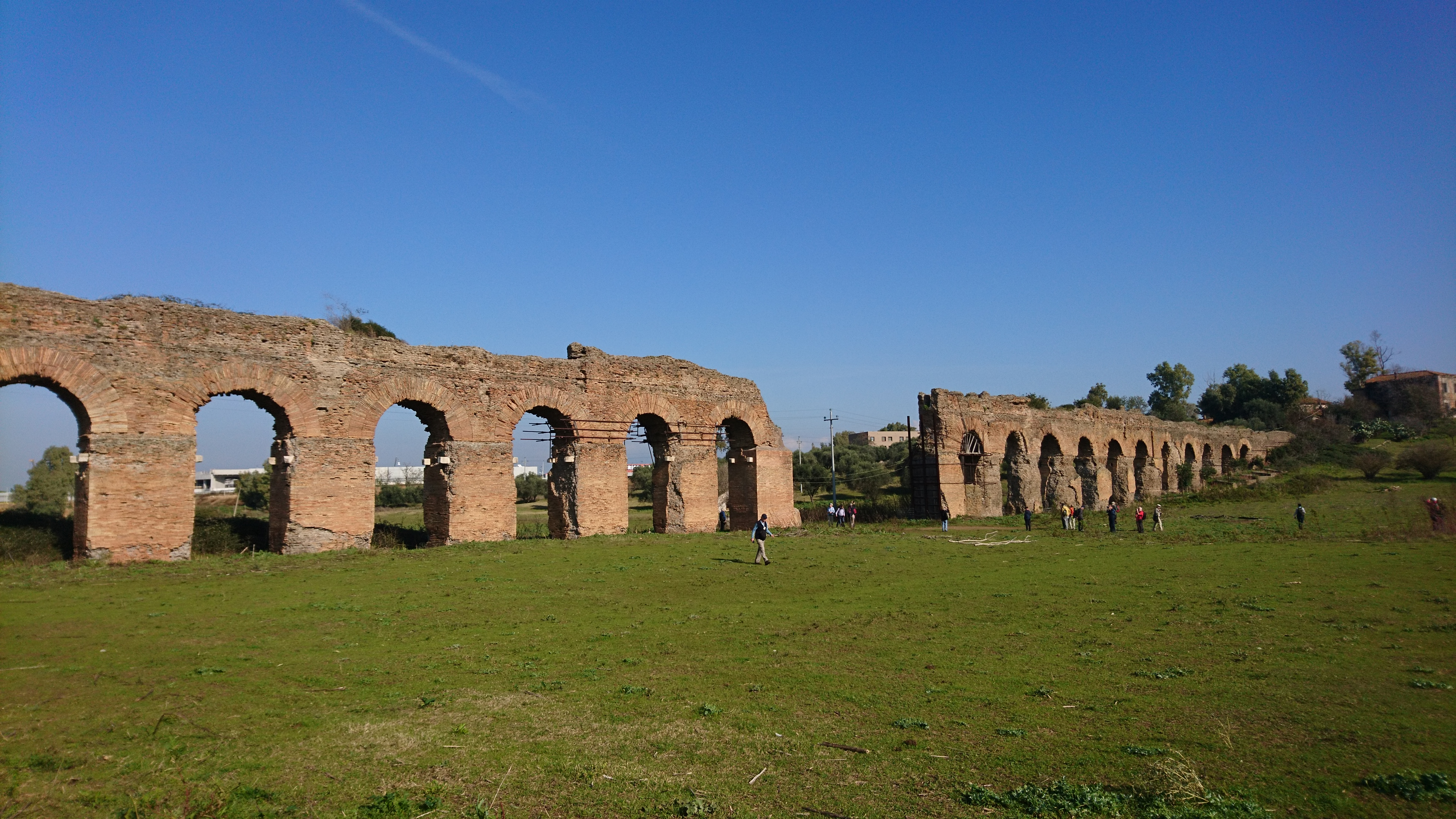
Exkursion in Rom (Aqua Alexandrina)

Die Frontinus-Gesellschaft e. V. ist ein wissenschaftlicher Verein mit Sitz in Bonn. Er beschäftigt sich mit der Geschichte der Wasser-, Energie- und Rohrleitungstechnik. Zielsetzung des Vereins ist es, Forscher aus den Bereichen der Altertumskunde, Geschichte und Technik zusammenzuführen. Benannt ist der Verein nach Sextus Iulius Frontinus, der im späten 1. Jahrhundert n. Chr. als curator aquarum für die Wasserversorgung Roms zuständig war.

## Geschichte
Nach dem Zweiten Weltkrieg bestand in weiten Teilen der deutschen Öffentlichkeit nur eine geringe Neigung, sich mit geschichtlichen Themen auseinanderzusetzen. Erst zu Beginn der 1970er-Jahre begann man, sich wieder mit Geschichte zu beschäftigen. In diesen gesellschaftlichen Kontext fällt auch die Gründung der Frontinus-Gesellschaft am 16. Oktober 1976. Zunächst bezog sich der Wirkungskreis auf Deutschland. Jedoch blieb es nicht aus, dass zunehmend Forscher und interessierte Laien aus dem Ausland den Kontakt und die Mitgliedschaft suchten. Daher erfolgte 2006 eine Änderung des Namens in „Frontinus-Gesellschaft e. V. – Internationale Gesellschaft für Wasser und Energie“. Im Jahr 2016 wurde der Namenszusatz noch einmal in „Internationale Gesellschaft für die Geschichte der Wasser-, Energie- und Rohrleitungstechnik“ geändert. Im gleichen Jahr feierte die Frontinus-Gesellschaft ihr 40-jähriges Jubiläum.

## Aufgaben und Ziele
Die Aufgaben und Ziele der Frontinus-Gesellschaft werden durch die Satzung festgelegt. Danach fördert die Frontinus-Gesellschaft die Bewahrung des Wissens um die Geschichte der Wasser-, Energie- und Rohrleitungstechnik sowie deren weitere Erforschung.
In den letzten Jahren ist die Förderung des wissenschaftlichen Nachwuchses verstärkt worden. Dies erfolgt durch die Vergabe von Stipendien im Rahmen der Frontinus-Symposien und die Aufnahme von wissenschaftlichen Beiträgen junger Forscher in die unterschiedlichen Publikationsreihen der Gesellschaft. Außerdem unterstützt die Frontinus-Gesellschaft Feldforschungsprojekte mit finanziellen Zuschüssen. Gefördert wurden etwa ein Projekt auf Kreta und in Ägypten.

## Organisation
Das zentrale Organ der Frontinus-Gesellschaft ist die Mitgliederversammlung. Sie wählt den Vorstand, aus dessen Reihen das dreiköpfige Präsidium gewählt wird. Unterstützt wird der Vorstand durch den Wissenschaftlichen Beirat.

## Ehrungen
Die Frontinus-Gesellschaft verleiht für besondere Verdienste Ehrenpräsidentschaften und Ehrenmitgliedschaften, die sich an verdiente Vereinsmitglieder richten. Die Frontinus-Medaille wird an herausragende Persönlichkeiten verliehen, die sich um die Erforschung der Geschichte der Wasser-, Gas- und Rohrleitungstechnik verdient gemacht haben.

### Träger der Frontinus-Medaille
- 2018: Hubertus Manderscheid, Rom, in Anerkennung seines lebenslangen Engagements zur Erforschung des römischen Wasserbaues und insbesondere seiner wissenschaftlichen Beiträge und Leistungen auf diesem Feld.
- 2016: Gilbert Wiplinger, Wien, in Anerkennung seiner wissenschaftlichen Leistungen bei der Erforschung der Wasserversorgungsanlagen, insbesondere der Aquädukte des antiken Ephesus.
- 2014: Ünal Özis, Izmir, in Anerkennung seiner wissenschaftlichen Arbeiten zur Geschichte des Wasserbaues in der Türkei.
- 2014: Isaac Moreno Gallo, Zaragoza, in Anerkennung seiner wissenschaftlichen Arbeiten zur Erforschung antiker Straßen und Aquädukte.
- 2011: Fanny Del Chicca, Perugia, in Würdigung ihrer beispielhaften wissenschaftlichen Leistungen, die sie mit ihrem Buch „Frontino, De aquaeductu Urbis Romae, Introduzione, testo critico, traduzione e commento“ erbracht hat.
- 2010: Harald Roscher, Weimar, in Anerkennung seiner wissenschaftlichen Leistungen und Verdienste im Rahmen seiner umfangreichen Publikationen zum Thema Geschichte der Wasserversorgung, z. B. in Thüringen.
- 2008: Dietrich Lohrmann, Aachen, in Anerkennung seiner wissenschaftlichen Arbeiten über hydraulische Maschinen, Mühlen und Wasserbauten.
- 2004: Albert Baur, Gerlingen, in Anerkennung seiner Verdienste um die Förderung der Wissenschaft und Forschung auf dem Gebiet der Geschichte der Rohrleitungs-, Energie- und Wassertechnik.
- 2002: Jean Burdy, Lyon, in Würdigung seiner Erforschung und umfangreichen Dokumentation der römischen Wasserleitungen Lyons.
- 2000: Heino Kalweit, Bischofsheim, in Würdigung seiner wasserwirtschaftlichen Forschungs- und Entwicklungsarbeiten zu Talsperren, Be- und Entwässerungsanlagen sowie Planung und Bau bedeutender wassertechnischer Anlagen.
- 1999: Roman Malinowski, Göteborg, in Würdigung seiner wissenschaftlichen Leistungen und Verdienste auf dem Gebiete der Betontechnologie in der Antike, insbesondere bei den Forschungsarbeiten an historischen Wasserbauten.
- 1997: Philippe Leveau, Aix-en-Provence, in Würdigung seiner wissenschaftlichen Forschungen und Publikationen auf dem Gebiet der historischen Wasserversorgung.
- 1996: Jost Knauss, Obernach, in Würdigung seiner Leistungen in der Erforschung der Geschichte der Hydrotechnik, insbesondere von Wasserbauten der mykenischen Epoche.
- 1995: Werner Eck, Köln, in Würdigung seiner wissenschaftlichen Forschungen und Publikationen auf dem Gebiet der Wasserbewirtschaftung im Altertum, hierbei insbesondere den Leistungen großer Baumeister in der griechisch-römischen Welt.
- 1994: Niklaus Schnitter, Zürich, in Würdigung seiner Verdienste um den Talsperrenbau, insbesondere im Hinblick auf Bogenmauern, sowie seiner zahlreichen wissenschaftlichen und fachtechnischen Veröffentlichungen zu dieser Thematik.
- 1992: Martin Schmidt, Hildesheim, in Würdigung seiner wissenschaftlichen Verdienste und seiner Leistungen auf den Gebieten der Hydraulik, des Talsperrenbaus, der öffentlichen Wasserversorgung, der Abwasserentsorgung sowie seiner Veröffentlichung über die Wasserwirtschaft im Harz.
- 1991: Henning Fahlbusch, Ratzeburg, in Würdigung seiner wissenschaftlichen Verdienste auf dem Gebiet der geschichtlichen Hydrotechnik, dabei insbesondere seiner Leistungen bei der Erforschung von Anlagen für die Wasserversorgung antiker Städte.
- 1989: Hermann Kienast, Athen, in Würdigung seiner wissenschaftlichen Verdienste und Leistungen auf dem Gebiete der Geschichte städtischer Wasserversorgung – insbesondere bei der Erforschung des Eupalinos-Tunnels auf Samos.
- 1988: Klaus Grewe, Bonn, für seine Leistungen auf dem Gebiet der Geschichtsforschung zur Technologie der Wasserversorgung, insbesondere für seine Veröffentlichungen „Atlas der römischen Wasserleitungen nach Köln“ und „Planung und Trassierung römischer Wasserleitungen“.
- 1987: Johann Schnappauf, Halstenbek, für seine wissenschaftliche Arbeit über „Wasserversorgungsanlagen im Spätmittelalter und in der Neuzeit“.
- 1986: Heinz-Otto Lamprecht, Köln, für sein Buch „Opus Caementitium“.
- 1985: Rainer Slotta, Bochum, für die Leistungen auf dem Gebiet der Technikgeschichte und Industriearchäologie, insbesondere für seine Buchreihe „Technische Denkmäler in der Bundesrepublik Deutschland“.
- 1983: Gerhard Kühne, Kassel, für die Übersetzung des Buches „De aquaeductu urbis Romae“ und für das Zustandekommen des Buches „Wasserversorgung im antiken Rom“.
- 1982: Wilhelm Ruckdeschel, Augsburg, für die wissenschaftlichen Arbeiten über die mittelalterlichen Wasserversorgungsanlagen im süddeutschen Raum.
- 1981: Günther Garbrecht, Braunschweig, für die Erforschung der Wasserversorgung des antiken Pergamo.
- 1980: Walter Triebel, Kempten (Allgäu), für die Schriftleitung des „Lehr- und Handbuches Abwassertechnik“.
- 1979: Johannes Körting, Karlsruhe, für das Geschichtswerk „Die Geschichte der deutschen Gasindustrie“.
- 1977: Waldemar Haberey, Bonn, für die Erforschung der römischen Wasserleitungen im Rheinland.

## Tagungen
Im Sinne der Satzung führt die Frontinus-Gesellschaft neben Veranstaltungen in Deutschland internationale Tagungen durch. Diese finden im alle zwei bis drei Jahre statt, so in Pompeji, Ephesos, Wien, Antalya, Trier und Rom.

## Exkursionen
Die Frontinus-Gesellschaft bietet ihren Mitgliedern regelmäßig Exkursionen an. Diese führen zu Zielen in Deutschland und das europäische Ausland.

## Publikationen
Eines der Anliegen der Frontinus-Gesellschaft ist es, die Untersuchungs- und Forschungsergebnisse ihrer Mitglieder und anderer Wissenschaftler zu veröffentlichen. Hierzu gibt es folgende Veröffentlichungsreihen:

### Frontinus-Schriftenreihe
Die Frontinus-Schriftenreihe ist bildet die Grundlage der Publikationen. Seit 1978 sind 31 Bände erschienen. In ihnen sind Aufsätze unterschiedlichen Themen der Gas- und Wasserwirtschaft veröffentlicht worden, außerdem bis 2010 Beiträge von Frontinus-Tagungen.

### Frontinus-Schriftenreihe – Supplementbände
Die Beiträge zu den internationalen Tagungen erscheinen seit 2012 zugleich als Supplemente BABESCH Annual Papers on Mediterranean Archaeology (Leuven). Die Supplementbände 1 bis 3 sind bei verschiedenen Verlagen erschienen.

### Geschichte der Wasserversorgung
Die Publikationsreihe – bis heute mit sieben Bänden erschienen – beschäftigt sich in zeitlicher Gliederung mit der historischen Wasserversorgung. Ausgangspunkt (Band 1) ist die Herausgabe des von Sextus Julius Frontinus verfassten Werkes „De aquaeductu urbis Romae“ in lateinischer Sprache und deutscher Übersetzung mit begleitenden Aufsätzen. Dieser Band wurde nach mehreren unveränderten Neuauflagen 2013 vollständig überarbeitet.

### Frontinus-Mitteilungen
Die Mitteilungen, die inzwischen mit 57 Ausgaben erschienen sind, informieren über das Vereinsgeschehen. Sie werden seit einigen Jahren nur noch als PDF veröffentlicht und stehen jedem Interessenten zur Verfügung.

### Jahresbibliografien
Regelmäßig erscheinen Jahresbibliografien, in denen Fachpublikationen erfasst sind. Die Bibliografien stehen als PDF zur Verfügung.

## Bibliothek
Die Frontinus-Gesellschaft verfügt über eine Fachbibliothek (Präsenzbibliothek) mit rund 6.600 Titeln. Der Katalog ist online einsehbar und frei zugänglich.